# Melithreptus validirostris
El mielero picudo (Melithreptus validirostris) es una especie de ave paseriforme de la familia Meliphagidae endémica de Tasmania y las islas del estrecho de Bass.

## Subespecies
- Melithreptus validirostris kingi
- Melithreptus validirostris validirostris

## Localización
La especie y las subespecies de esta ave se encuentran localizadas en Tasmania, Australia.